# Mapi Sánchez Alayeto
María Pilar "Mapi" Sánchez Alayeto (Zaragoza, 20 de junio de 1984) es una jugadora de pádel profesional y extenista española. Ocupó la 1.ª posición en el ranking World Padel Tour. Su pareja es Majo Sánchez Alayeto, su gemela.

## Carrera
Mapi Sánchez Alayeto comenzó jugando al tenis y en el año 2003 se proclamó junto a su gemela Majo Sánchez Alayeto en las campeonas del Campeonato de España de dobles. Después, ambas decidieron dejar a un lado el tenis y comenzaron a estudiar trabajo social. En 2007 ambas comenzaron como pareja en el pádel y en 2009 se iniciaron en el Padel Pro Tour. Hasta ahora han ganado múltiples torneos, entre los que se encuentran el Campeonato Mundial de Pádel y el Master Finals, última prueba del circuito y en la que se encuentran las mejores parejas. Además, han sido muchas veces las número 1 del mundo, siendo así una de las mejores parejas del mundo. En 2016, sin embargo, fueron la segunda pareja a final de año, a pesar de que en la final del Master Finals vencieron a la pareja número 1, la formada por Alejandra Salazar y Marta Marrero.
En la temporada 2017 tras no llegar a la final en el primer torneo, se impusieron en los cuatro torneos posteriores en Barcelona, La Coruña, Valladolid y Mijas.
En el Alicante Open lograron ganar su quinto torneo consecutivo al imponerse en la final a Marta Marrero y a Cata Tenorio por 6-3 y 7-6 y en el Open de Sevilla lograron su sexto torneo seguido tras volver a vencer a Marta Marrero y Cata Tenorio por 6-3 y 6-1.
Tras ganar el Open de Andorra y el Keler Bilbao Open en 2017, lograron la friolera de 8 torneos ganados en una temporada y se aseguraron terminar como las número 1.
En 2018 les costó arrancar en el comienzo de la temporada debido, sobre todo, al gran nivel mostrado en los primeros torneos por Gemma Triay y Lucía Sainz. Las gemelas tardaron cuatro torneos hasta lograr su primer título de la temporada. Llegó en Jaén y venciendo a Gemma y a Lucía.
En el Valladolid Open volvieron a hincar la rodilla ante Gemma Triay y Lucía Sainz, para después lograr el Máster de Valencia y el Mijas Open de forma consecutiva.
Finalmente terminaron 2018 como las número 1 del mundo. 
Mapi, sin embargo, no pudo comenzar la temporada 2019. La lesión en el hombro que arrastraba desde el tramo final del curso anterior le obligó a pasar por el quirófano. Aunque la operación fue un éxito, la recuperación la obligará a estar un mínimo de cuatro meses alejada de las pistas. Su hermana, Majo Sánchez Alayeto, ha tenido que buscar una sustituta provisional: la joven argentina Delfi Brea.
Su ídolo deportivo es Rafael Nadal, ya que, como bien es sabido, empezó en el mundo del tenis.
En 2021 anunció que se los médicos le habían diagnosticado esclerosis múltiple, enfermedad que puede interferir de manera importante a su carrera deportiva.

## Estadísticas generales
- Partidos jugados: 138
- Partidos ganados: 115
- Partidos perdidos: 23
- Efectividad: 83,33%
- Racha de victorias: 26

## Palmarés

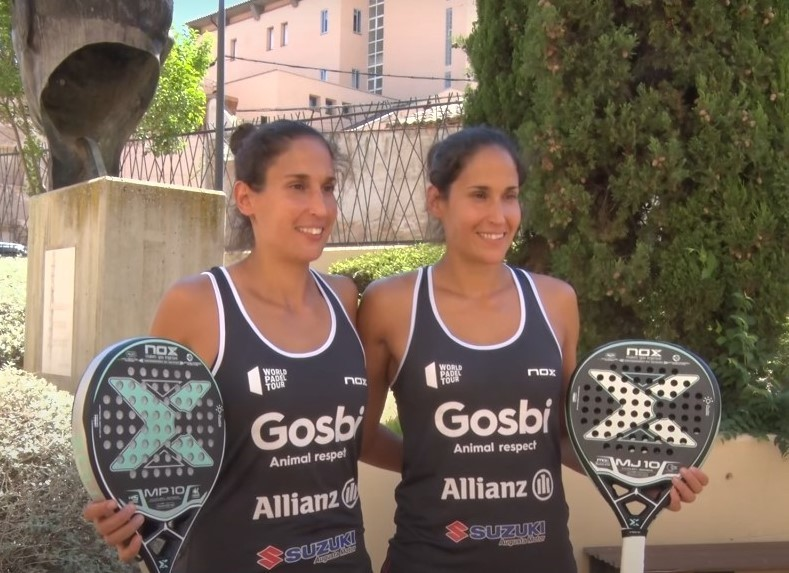

- Campeonas de Europa por parejas y con la selección española en 2009 en Cascáis (Portugal).
- Campeonas del mundo en 2010 con la selección española en Cancún (México).
- Campeonas del mundo en 2014 con la selección española en Palma de Mallorca (España).
- Campeonas del mundo en 2016 con la selección española en Cascáis (Portugal).
- Campeonas de España por equipos de 1ª Categoría en 2012, 2014, 2015, 2016 y 2017.
- Finalistas del Estrella Damm Valencia Master 2016.
- Finalistas del Estrella Damm Las Rozas Open 2016.
- Campeonas del Estrella Damm Palma de Mallorca Open 2016.
- Campeonas del World Padel Tour Valladolid Open 2016.
- Campeonas del World Padel Tour La Nucía Open 2016.
- Semifinalistas del Monte-Carlo Padel Master 2016.
- Semifinalistas del Hp Xcam Sevilla Open 2016.
- Semifinalistas del Abanca Ciudad de La Coruña Open 2016.
- Finalistas del Estrella Damm Zaragoza Open 2016.
- Finalistas del Keler Euskadi Open 2016.
- Campeonas del Estrella Damm Master Final 2016.
- Campeonas del Master de Barcelona 2017
- Campeonas del Open de La Coruña 2017
- Campeonas del Valladolid Open 2017
- Campeonas del Mijas Open 2017
- Campeonas del Alicante Open 2017
- Campeonas del Open de Sevilla 2017
- Campeonas del Open de Andorra 2017
- Campeonas del Keler Bilbao Open 2017
- Campeonas del Jaén Open 2018
- Campeonas del Valencia Máster 2018
- Campeonas del Mijas Open 2018
- Campeonas del Open de Andorra 2018
- Campeonas de Lisboa Máster 2018
- Campeonas del Menorca Open 2019